# Pedro Ruiz (pelotari)
Pedro Ruiz López, llamado Ruiz , nacido en San Asensio (La Rioja) el 9 de marzo de 1998, es un pelotari español de pelota vasca en la modalidad de mano, juega en la posición de zaguero.